# So Close to What
So Close to What é o terceiro álbum de estúdio da cantora canadense Tate McRae, lançado em 21 de fevereiro de 2025 pela RCA Records. Ela coescreveu o álbum com vários colaboradores, incluindo os produtores Ryan Tedder, Blake Slatkin, Lostboy, Emile Haynie, Ilya e Rob Bisel. O álbum foi precedido pelos singles "It's OK I'm OK", "2 Hands" e "Sports Car", enquanto "Revolving Door" foi lançado junto com o disco. Musicalmente, So Close to What é um álbum de pop, dance-pop, power pop e R&B.
Após o seu lançamento, So Close to What foi recebido com críticas geralmente positivas. Ele liderou as paradas musicais na Austrália, Áustria, Canadá, Flandres, Irlanda, Países Baixos, Nova Zelândia, Noruega, Suíça e Estados Unidos. Foi o primeiro álbum de McRae a estrear em primeiro lugar na Billboard 200. Para promover o álbum, McRae está atualmente em turnê com a Miss Possessive Tour, sua primeira turnê em arenas, iniciada em março de 2025.

## Antecedentes e lançamento
Após o lançamento de seu segundo álbum de estúdio, Think Later (2023), McRae embarcou na turnê de divulgação do disco, a Think Later World Tour. O álbum gerou "Greedy" (2023), um dos singles de maior sucesso da carreira da cantora.
Pouco após o lançamento, foi relatado que McRae retornou ao estúdio de gravação em 23 de janeiro de 2024. Em março de 2024, McRae confirmou que havia voltado ao estúdio e estava "escrevendo e vendo o que vem à mente agora, especialmente por ser tão logo após o lançamento do álbum". Ao encerrar a primeira etapa da turnê Think Later World Tour em agosto de 2024, a cantora confirmou que vinha trabalhando em seu próximo álbum paralelamente à turnê.
Em 14 de novembro de 2024, McRae anunciou o lançamento de seu terceiro álbum de estúdio por meio das redes sociais. Segundo um comunicado à imprensa, So Close to What busca capturar “a jornada de crescer quando o caminho à frente parece infinito”. O álbum oferece uma "exploração introspectiva do autoconhecimento, do amor e da busca por equilíbrio" em tempos incertos. Em 16 de janeiro, uma versão física do álbum vazou na internet, o que levou McRae a escrever duas músicas adicionais para a edição final. A lista oficial de faixas foi revelada por meio de sua conta no Instagram em 12 de fevereiro de 2025. O álbum foi lançado em 21 de fevereiro de 2025.

## Promoção
Para promover o álbum, a cantora está programada para embarcar na Miss Possessive Tour, que contará com 56 datas na América do Norte, América do Sul e Europa, com os atos de abertura Benee e Zara Larsson.
Durante a turnê Think Later World Tour, McRae apresentou anteriormente três músicas inéditas do álbum em um evento pop-up em Sydney.

### Singles
"It's OK I'm OK" foi lançada como o single principal do álbum em 12 de setembro de 2024.
A canção estreou em 20º lugar na parada Billboard Hot 100 dos EUA, sendo o single de maior estreia de McRae até então.
A música recebeu críticas positivas e foi lançada junto com um videoclipe dirigido por Hannah Lux Davis.
Diversos remixes da canção foram lançados, além de uma versão ao vivo de sua performance no Madison Square Garden.
A canção se tornou o primeiro número um inaugural na parada americana Billboard Hot Dance/Pop Songs.
"2 Hands" foi lançada como o segundo single do álbum em 14 de novembro de 2024, acompanhada por um videoclipe com temática de automobilismo.
A música estreou e atingiu o pico de número 41 na Hot 100 e número 22 na Canadian Hot 100. O terceiro single, "Sports Car", foi lançado em 24 de janeiro de 2025.
A canção recebeu críticas positivas e estreou em 21º lugar na Hot 100. "Revolving Door" foi lançada como o quarto single juntamente com o álbum, em 21 de fevereiro de 2025.
Um videoclipe da música foi lançado na mesma data.

## Recepção da crítica
| Críticas profissionais | Críticas profissionais |
| Pontuações agregadas   | Pontuações agregadas   |
| Fonte                  | Avaliação              |
| ---------------------- | ---------------------- |
| Metacritic             | 74/100                 |
| Avaliações da crítica  |                        |
| Fonte                  | Avaliação              |
| AllMusic               | [ 32 ]                 |
| Clash                  | 8/10                   |
| NME                    | [ 34 ]                 |
| Paste                  | 4.0/10                 |
| Rolling Stone          | [ 36 ]                 |
| The Telegraph          | [ 37 ]                 |
| The Times              | [ 38 ]                 |
| Pitchfork              | 6.0/10                 |

So Close To What recebeu, de modo geral, uma recepção positiva. No Metacritic, que atribui uma nota normalizada de 0 a 100 com base em resenhas da grande mídia, o álbum obteve uma média ponderada de 74, baseada em onze críticas, indicando "geralmente favorável". O som de So Close to What foi comparado de forma positiva ao de artistas do pop dos anos 2000, como Britney Spears e The Pussycat Dolls. Em uma crítica de quatro estrelas, Shannon Garner, da revista Clash, elogiou a "habilidade de McRae em combinar vulnerabilidade introspectiva com sensibilidades pop contagiantes". Em uma crítica de três estrelas, Will Hodgkinson, do jornal The Times, descreveu o álbum como "pop funcional, porém pouco notável". Em uma crítica negativa, Clare Martin, da revista Paste, afirmou que o álbum carece de energia, é pouco memorável e, "com poucas exceções... decididamente mediano".

## Desempenho comercial
No Canadá, So Close to What estreou no topo da parada de álbuns canadenses da Billboard Canadian Albums com 20.000 unidades equivalentes a álbuns. O álbum também estreou no topo da Billboard 200 nos Estados Unidos, com vendas na primeira semana de 177.000 unidades equivalentes (sendo 137,3 milhões de streams sob demanda e 71.000 vendas puras de álbuns). Com esse feito, So Close to What marca a maior semana de vendas e streaming de McRae em todos os seus projetos de estúdio, além de ser seu primeiro álbum número um tanto na parada canadense quanto na Billboard 200. Em 21 de março de 2025, um mês após o lançamento oficial do álbum, So Close to What recebeu certificação de ouro nos Estados Unidos pela Recording Industry Association of America (RIAA), por atingir a marca de 500.000 unidades equivalentes no país.

## Lista de faixas
| Lista de faixas da edição digital de So Close to What |                                                   |                          |         |  |
| N.º                                                   | Título                                            | Produtor(es)             | Duração |  |
| 1.                                                    | "Miss Possessive"                                 | Tedder Slatkin           | 2:19    |  |
| 2.                                                    | "2 Hands"                                         | Tedder Lostboy           | 3:02    |  |
| 3.                                                    | "Revolving Door"                                  | Tedder Boutin            | 3:00    |  |
| 4.                                                    | "Bloodonmyhands" (com participação de Flo Milli)  | Boutin                   | 2:42    |  |
| 5.                                                    | "Dear God"                                        | Tedder Boutin            | 2:51    |  |
| 6.                                                    | "Purple Lace Bra"                                 | Haynie                   | 3:11    |  |
| 7.                                                    | "Sports Car"                                      | Tedder Boutin            | 2:45    |  |
| 8.                                                    | "Signs"                                           | Lostboy                  | 2:53    |  |
| 9.                                                    | "I Know Love" (com participação de the Kid Laroi) | Tedder Spry Dopamine [a] | 2:36    |  |
| 10.                                                   | "Like I Do"                                       | Boutin                   | 3:02    |  |
| 11.                                                   | "It's OK I'm OK"                                  | Ilya Tedder [a]          | 2:36    |  |
| 12.                                                   | "No I'm Not in Love"                              | Tedder Lostboy           | 2:50    |  |
| 13.                                                   | "Means I Care"                                    | Tedder Bisel             | 2:55    |  |
| 14.                                                   | "Greenlight"                                      | Boutin                   | 2:45    |  |
| 15.                                                   | "Nostalgia"                                       | Boutin                   | 3:03    |  |
| Duração total:                                        | Duração total:                                    | Duração total:           | 42:34   |  |

| Lista de faixas da edição digital reeditada de So Close to What |                |                   |         |  |
| N.º                                                             | Título         | Produtor(es)      | Duração |  |
| 15.                                                             | "Siren Sounds" | Y2K Thomas LaRosa | 3:01    |  |
| Duração total:                                                  | Duração total: | Duração total:    | 45:38   |  |

| Lista de faixas da edição especial para loja digital de So Close to What |                     |                |         |  |
| N.º                                                                      | Título              | Produtor(es)   | Duração |  |
| 15.                                                                      | "Siren Sounds"      | Y2K LaRosa     | 3:01    |  |
| 16.                                                                      | "Call My Bluff"     | Haynie         | 3:15    |  |
| 17.                                                                      | "Better than I Was" | Boutin         | 2:21    |  |
| Duração total:                                                           | Duração total:      | Duração total: | 50:07   |  |

## Créditos

### Músicos
- Tate McRae – vocais principais
- Ryan Tedder – programação (faixas 1, 2, 5, 7, 11–13), vocais de apoio (1, 3, 5, 12, 13), sintetizador (1, 3, 12); bateria, guitarra (1); teclados (3, 7, 12, 13); arranjo, percussão (11)
- Blake Slatkin – guitarra, programação, sintetizador (faixa 1)
- Lostboy – programação (faixas 2, 8, 12); teclados, sintetizador (8, 12)
- Grant Boutin – vocais de apoio, teclados, programação, sintetizador, baixo sintetizado (faixas 3, 5, 7, 14, 15); guitarra (7, 14, 15)
- Ilya – arranjo, vocais de apoio, baixo, bateria, teclados, piano, programação (faixa 11)
- Zach Fenske – guitarra (faixa 11)
- Darion Ja'Von Dean – programação (faixa 11)
- Phillip Lewis – programação (faixa 11)
- Rob Bisel – teclados, programação (faixa 13)

### Técnica
- Dave Kutch – masterização
- Serban Ghenea – mixagem (faixas 1–3, 5, 7, 11)
- Manny Marroquin – mixagem (faixas 4, 6, 10, 15)
- Tom Norris – mixagem (faixas 8, 12, 14)
- Jon Castelli – mixagem (faixa 9)
- Rob Bisel – mixagem (faixa 13)
- Rich Rich – engenharia de som (faixas 1–3, 5, 7, 8, 11–13)
- Blake Slatkin – engenharia de som (faixa 1)
- Bryce Bordone – engenharia de som (faixas 1, 3, 5, 7), assistência de engenharia (2, 11)
- Grant Boutin – engenharia de som (faixas 3, 5, 7, 14, 15)
- Melvin Godfrey – engenharia de som (faixas 6, 11)
- Silas Wong – engenharia de som (faixas 6, 11)
- Joe Henderson – engenharia de som (faixa 6)
- Brad Lauchert – engenharia de som (faixa 9)
- Sam Holland – engenharia de som (faixa 11)
- Anthony Vilchis – assistência de mixagem (faixas 4, 6, 10, 15)
- Trey Station – assistência de mixagem (faixas 4, 6, 10, 15)

## Tabelas
| Parada (2025)                         | Posição máxima |
| ------------------------------------- | -------------- |
| Áustria (Ö3 Austria Top 40)           | 1              |
| Bélgica (Ultratop Flandres)           | 1              |
| Bélgica (Ultratop Valônia)            | 2              |
| Canadá (Billboard)                    | 1              |
| Croatian International Albums (HDU)   | 16             |
| República Tcheca (ČNS IFPI)           | 4              |
| Dinamarca (Hitlisten)                 | 2              |
| Países Baixos (Dutch Charts)          | 1              |
| Finlândia (Suomen virallinen lista)   | 5              |
| França (SNEP)                         | 4              |
| Alemanha (Offizielle Deutsche Charts) | 2              |
| Hungria (MAHASZ)                      | 2              |
| Icelandic Albums (Tónlistinn)         | 8              |
| Irlanda (Official Irish Albums)       | 1              |
| Italian Albums (FIMI)                 | 24             |
| Japanese Digital Albums (Oricon)      | 46             |
| Japanese Hot Albums (Billboard Japan) | 91             |
| Lithuanian Albums (AGATA)             | 6              |
| New Zealand Albums (RMNZ)             | 1              |
| Nigerian Albums (TurnTable)           | 76             |
| Norwegian Albums (VG-lista)           | 1              |
| Polónia (ZPAV)                        | 4              |
| Portuguese Albums (AFP)               | 2              |
| Escócia (Official Scottish Albums)    | 2              |
| Slovak Albums (ČNS IFPI)              | 6              |
| Spanish Albums (PROMUSICAE)           | 3              |
| Swedish Albums (Sverigetopplistan)    | 2              |
| Suíça (Schweizer Hitparade)           | 1              |
| Reino Unido (Official Albums Chart)   | 2              |
| Estados Unidos (Billboard 200)        | 1              |

## Certificações
| Região                                                        | Certificação | Vendas   |
| ------------------------------------------------------------- | ------------ | -------- |
| Denmark (IFPI Danmark)                                        | Ouro         | 10,000‡  |
| New Zealand (RMNZ)                                            | Ouro         | 7,500‡   |
| Reino Unido (BPI)                                             | Ouro         | 100,000‡ |
| United States (RIAA)                                          | ouro         | 500,000‡ |
| ‡vendas+valores de streaming baseados somente na certificação |              |          |

## Histórico de lançamento
| Região | Data                    | Formato                                     | Versão | Gravadora | Ref.          |
| ------ | ----------------------- | ------------------------------------------- | ------ | --------- | ------------- |
| Várias | 21 de fevereiro de 2025 | CD cassete download digital streaming vinil | Padrão | RCA       | [ 81 ] [ 82 ] |